# Belgio ai XVI Giochi olimpici invernali
Il Belgio partecipò ai XVI Giochi olimpici invernali, svoltisi ad Albertville, Francia, dall'8 al 23 febbraio 1992, con una delegazione di cinque atleti impegnati in una disciplina.